# Samut Prakan (província)
Samut Prakan é uma província da Tailândia. Sua capital é a cidade de Samut Prakan.